# Marsenina glabra
Marsenina glabra är en snäckart som först beskrevs av Couthouy 1838.  Marsenina glabra ingår i släktet Marsenina och familjen Lamellariidae. Inga underarter finns listade i Catalogue of Life.